# Une femme en enfer
Pour plus de détails, voir Fiche technique et Distribution.
Une femme en enfer (titre original : I'll Cry Tomorrow) est un film américain réalisé par Daniel Mann, sorti en 1955.

## Synopsis
Lillian Roth est poussée dès son plus jeune âge sur les planches par sa mère Katie, autoritaire et ambitieuse. Par l’acharnement de sa mère, Lillian est devenue à dix-huit ans une chanteuse accomplie. Célébrée, elle chante dans des music-halls et fait même ses premiers pas au cinéma. Lillian renoue avec un amour de jeunesse, David Tredman, mais sa mère, toujours à régenter sa vie, est hostile à leur relation. De santé précaire, David succombe d’une tumeur au cerveau à l’hôpital, Katie refuse de prévenir Lillian pour ne pas l’empêcher de monter sur scène. Après une violente dispute, les deux femmes décident de se séparer. Lillian tombe en dépression, un soir, une amie lui conseille de boire un verre d’alcool pour l’aider à dormir. L’alcool va devenir une habitude pour finir en dépendance. Par une nuit d’ivresse, elle épouse un jeune aviateur, le mariage sera très vite annulé. Lillian, maintenant alcoolique, est sous l’emprise de Tony Bardeman, un gangster qui convoite son argent. Brutalisé par Tony, Lillian est devenue une véritable épave. Après une ultime tentative de suicide, Lillian, désespérée, entre aux Alcooliques Anonymes. Peu à peu, elle remonte la pente, surmontant ses crises grâce à un groupe d’amis et surtout d’un ancien alcoolique dont elle tombe amoureuse. Elle se remet à chanter et participe à une émission de télévision prête à raconter sa vie.

## Fiche technique
- Titre : Une femme en enfer
- Titre original : I'll Cry Tomorrow
- Réalisation : Daniel Mann
- Scénario : Helen Deutsch et Jay Richard Kennedy d'après le livre de Lillian Roth, Mike Connolly et Gerold Frank
- Photographie : Arthur E. Arling
- Montage : Harold F. Kress
- Musique : Alex North
- Superviseur musical : Johnny Green
- Chansons : Xavier Cugat, Foster Curbelo et Albert Stillman
- Direction artistique : Malcolm Brown et Cedric Gibbons
- Décors : Hugh Hunt et Edwin B. Willis
- Costumes : Helen Rose
- Producteur : Lawrence Weingarten
- Société de production : Metro-Goldwyn-Mayer
- Pays de production :  États-Unis
- Langue : anglais
- Tournage : du 15 juin 1955 au 15 août 1955
- Budget : 2 147 000 US $
- Format : Noir et blanc — 35 mm — 1,85:1 — Son : Mono (Western Electric Sound System)
- Genre : Film dramatique, Film biographique, Mélodrame
- Durée : 117 minutes
- Date de sortie : 
  - États-Unis : 25 décembre 1955

## Distribution
- Susan Hayward : Lillian Roth
- Richard Conte : Tony Bardeman
- Eddie Albert : Burt McGuire
- Jo Van Fleet : Katie Roth
- Don Taylor : Wallie
- Ray Danton : David Tredman
- Margo : Selma
- Virginia Gregg : Ellen
- Don Barry : Jerry
- David Kasday : David enfant
- Carole Ann Campbell : Lillian enfant
- Peter Leeds : Richard Elstead
- Tol Avery : Joe
- Anthony Jochim : Paul
- Jack Daley : Le chauffeur de taxi

Acteurs non crédités :
- Peter Brocco : Un docteur
- Timothy Carey : Un clochard
- Joel Fluellen : Un portier
- Eve McVeagh : Ethel

## Distinctions
- Oscar des meilleurs costumes pour Helen Rose.
- Prix d'interprétation féminine pour Susan Hayward au Festival de Cannes 1956[1].